# إيفون لافي كوشنر
إيفون لافي كوشنر (بالإنجليزية: Yvonne Levy Kushner)‏ هي ممثلة أمريكية، ولدت في 12 أكتوبر 1906 في نيو أيبيريا في الولايات المتحدة، وتوفيت في 8 فبراير 1990 في واشنطن العاصمة في الولايات المتحدة.